# Élections législatives vanuataises de 2022
Les élections législatives vanuataises de 2022 ont lieu le 13 octobre 2022 afin de renouveler pour quatre ans les cinquante-deux sièges du Parlement du Vanuatu. 
Le scrutin intervient de manière anticipée deux ans avant la date prévue. Confronté au risque d'une motion de censure, le Premier ministre Bob Loughman fait en effet dissoudre le Parlement par le Président Nikenike Vurobaravu. Son gouvernement perd toutefois sa majorité parlementaire lors du scrutin et le candidat de l'opposition sortante, Ishmael Kalsakau, est élu Premier ministre par la nouvelle assemblée le 4 novembre.

## Contexte

### Législatives de 2020
Le Vanuatu possède un multipartisme marqué par un très grand nombre de partis. Les élections législatives de mars 2020 donnent lieu à un parlement particulièrement morcelé, près de vingt partis obtenant des sièges, dont onze n'en obtenant qu'un seul chacun. Le scrutin voit la victoire en termes de sièges des partis Terre et Justice, Vanua'aku Pati et du Mouvement de réunification pour le changement, qui obtiennent des résultats en hausse en termes de suffrages et de sièges. Bien qu'arrivé en tête des votes populaire, le Parti des dirigeants se positionne derrière eux en termes de sièges du fait du système électoral,. 
Les élections sont suivies un mois plus tard de la formation d'un gouvernement de coalition qui donne lieu à une alternance. Le Premier ministre sortant Charlot Salwai tente sans succès de maintenir la coalition réunissant le Mouvement de réunification pour le changement, le Parti des dirigeants, Terre et Justice, et le Parti national unifié, allant jusqu'à s'écarter au profit du dirigeant de Terre et Justice, Ralph Regenvanu.
Le chef de l'opposition sortante, Ishmael Kalsakau, négocie quant à lui une coalition entre son Union des partis modérés, le Vanua'aku Pati, la Confédération verte et plusieurs partis mineurs. Le dirigeant du Vanua'aku Pati, Bob Loughman, est proposé par Kalsakau pour en prendre la tête. Les deux blocs sont alors de tailles similaires au Parlement, ce qui les conduit tous deux à se déclarer capables de former un gouvernement,. Le 20 avril 2020, le Parlement élit finalement Bob Loughman au poste de Premier ministre par 31 voix pour et 21 contre,.

### Tentatives de réforme et dissolution
Le nouveau gouvernement s'accorde comme l'ancien sur la nécessité de réformer le système politique afin d'empêcher les changements d'allégeance et les motions de défiance qui caractérisent la vie politique du pays depuis les années 1990. Un référendum constitutionnel visant à mettre en œuvre ces réformes avait ainsi été prévu pour le 4 juin 2019, avant que des difficultés à voter son organisation ne conduisent finalement à son report puis son annulation de facto après la victoire de l’opposition.
Bob Loughman entreprend à son tour un projet d'importantes réformes, qui l'amènent à se heurter à de fortes oppositions dont notamment celle du Président Tallis Obed Moses. Lors de la première session ordinaire de 2022 organisée le 22 mai, ce dernier prononce le dernier discours d'ouverture de son mandat, au cours duquel il appelle le gouvernement à renoncer à son projet d'abolition du ministère de la Justice, avertissant qu'une telle réforme conduirait à un « régime dictatorial ». L'élection présidentielle organisée au scrutin indirect en juillet 2022 voit le remplacement de Tallis Obed Moses par Nikenike Vurobaravu, du Vanua'aku Pati, au bout de huit tours de scrutin.
Si la réforme de la justice est finalement abandonnée, Bob Loughman tente néanmoins de faire modifier la durée du mandat du parlement afin de la faire passer de quatre à cinq ans. Courant août 2022, l'opposition au Premier ministre continue de grandir, conduisant au départ de 17 députés dont le ministre de l'Agriculture. Le chef de l'opposition, Ralph Regenvanu annonce ainsi disposer du soutien de 29 députés sur 52 en vue du vote d'une motion de censure. Avant que cette dernière ne soit mise au vote, Bob Loughman demande cependant au président Vurobaravu la dissolution du parlement. Ce dernier la signe le 19 août 2022, provoquant la tenue d'élections anticipées sous un délai de deux mois. Le Premier ministre accuse dans la foulée les membres dissidents de son gouvernement d'avoir rejoint l'opposition en raison de son refus de voter une augmentation du salaire des députés.
L’opposition dépose un recours pour tenter de faire annuler la dissolution. Le 9 septembre 2022, la Cour suprême de Vanuatu (en) rejette le recours déposé par l'opposition, confirmant la convocation de nouvelles élections en octobre prochain.

## Système électoral
Le Parlement du Vanuatu est un parlement unicaméral composé de 52 sièges pourvus pour quatre ans au vote unique non transférable dans dix huit circonscriptions électorales de un à sept sièges chacune. Les électeurs votent pour un seul candidat dans leur circonscription, et les candidats ayant reçu le plus de voix dans celle-ci sont élus à hauteur du nombre de sièges qui y sont à pourvoir. Lorsqu'un seul siège est en jeu, le vote prend de fait la forme d'un scrutin uninominal majoritaire à un tour,
Après l'élection, les nouveaux députés doivent choisir un nouveau premier ministre, ou bien renouveler leur confiance dans le premier ministre sortant.
| Tafea-extérieures Torres Banks Malo Maewo Paama Sheperds-extérieures Tongoa | Luganville/Aore Ambrym Epi | Ambae | Effate Pentecost | Port Vila Santo | Tanna Malekula | Total |
| 1                                                                           | 2                          | 3     | 4                | 6               | 7              | 52    |

## Forces en présences
| Parti | Parti                                           | Dirigeant          | Circonscription      |
| ----- | ----------------------------------------------- | ------------------ | -------------------- |
|       | Terre et justice                                | Ralph Regenvanu    | Port Vila            |
|       | Union des partis modérés                        | Ishmael Kalsakau   | Port Vila            |
|       | Vanua'aku Pati                                  | Bob Loughman       | Tanna                |
|       | Parti national unifié                           | Ham Lini           | Pentecôte            |
|       | Nagriamel                                       | Havo Molisale      | (pas député)         |
|       | Réunification des mouvements pour le changement | Charlot Salwai     | Pentecôte            |
|       | Parti du développement national                 | Christopher Emelee | îles Banks et Torres |
|       | Parti progressiste populaire                    | Sato Kilman        | Malekula             |
|       | Parti travailliste                              | Joshua Kalsakau    | Éfaté                |
|       | Parti démocrate libéral                         | Willie Jimmy       | Port Vila            |

## Résultats

### Résultats nationaux
|                           |                                                  |         |       |      |        |               |  |  |  |
| Partis                    | Partis                                           | Voix    | %     | +/-  | Sièges | +/-           |  |  |  |
|                           | Vanua'aku Pati                                   | 20 511  | 15,50 | 3,38 | 7      | en stagnation |  |  |  |
|                           | Union des partis modérés                         | 15 223  | 11,51 | 3,84 | 7      | 2             |  |  |  |
|                           | Parti du développement rural                     | 11 451  | 8,65  | 6,15 | 4      | 2             |  |  |  |
|                           | Terre et justice                                 | 10 183  | 7,70  | 2,30 | 4      | 5             |  |  |  |
|                           | Mouvement de réunification pour le changement    | 9 830   | 7,43  | 3,89 | 5      | 2             |  |  |  |
|                           | Parti des dirigeants                             | 9 736   | 7,36  | 5,06 | 5      | en stagnation |  |  |  |
|                           | Groupe Iauko                                     | 8 093   | 6,12  | 4,15 | 3      | 1             |  |  |  |
|                           | Parti national unifié                            | 5 040   | 3,81  | 0,08 | 4      | en stagnation |  |  |  |
|                           | Nagriamel                                        | 3 240   | 2,45  | 0,38 | 1      | en stagnation |  |  |  |
|                           | Parti progressiste populaire                     | 3 221   | 2,43  | 0,58 | 2      | 1             |  |  |  |
|                           | Confédération verte                              | 2 346   | 1,77  | 0,75 | 0      | 1             |  |  |  |
|                           | Parti populaire pour l'unité et le développement | 1 864   | 1,41  | 0,11 | 1      | en stagnation |  |  |  |
|                           | Parti du développement national                  | 1 624   | 1,23  | 0,23 | 2      | 1             |  |  |  |
|                           | Pikinini Blong Kraon                             | 1 334   | 1,01  | Nv   | 0      | en stagnation |  |  |  |
|                           | Mouvement Laverwo                                | 1 320   | 1,00  | Nv   | 1      | 1             |  |  |  |
|                           | Parti pour le développement progressif           | 1 318   | 1,00  | 0,43 | 1      | en stagnation |  |  |  |
|                           | Parti présidentiel                               | 1 119   | 0,85  | 0,65 | 0      | en stagnation |  |  |  |
|                           | Vemarana                                         | 1 038   | 0,78  | 0,27 | 0      | 1             |  |  |  |
|                           | Mouvement unité pour le changement               | 1 020   | 0,77  | Nv   | 1      | 1             |  |  |  |
|                           | Mouvement libéral                                | 1 002   | 0,76  | 1,43 | 1      | en stagnation |  |  |  |
|                           | Nouveau parti national                           | 886     | 0,67  | 0,40 | 0      | en stagnation |  |  |  |
|                           | Mouvement coutumier ngwasoanda                   | 868     | 0,66  | 0,24 | 1      | en stagnation |  |  |  |
|                           | Mouvement Namarakieana                           | 842     | 0,64  | Nv   | 1      | 1             |  |  |  |
|                           | Liswin                                           | 763     | 0,58  | Nv   | 0      | en stagnation |  |  |  |
|                           | Parti du peuple                                  | 732     | 0,55  | 0,31 | 0      | en stagnation |  |  |  |
|                           | Mouvement communautaire de Vanuatu               | 714     | 0,54  | 0,17 | 0      | en stagnation |  |  |  |
|                           | Piplos Sevisis Pati                              | 672     | 0,51  | Nv   | 0      | en stagnation |  |  |  |
|                           | Autres partis                                    | 4 364   | 3,30  | –    | 0      | –             |  |  |  |
|                           | Indépendants                                     | 11 958  | 9,04  | 1,06 | 1      | 1             |  |  |  |
|                           |                                                  |         |       |      |        |               |  |  |  |
| Votes valides             | Votes valides                                    | 132 312 | 99,12 |      |        |               |  |  |  |
| Votes blancs et invalides | Votes blancs et invalides                        | 1 174   | 0,88  |      |        |               |  |  |  |
| Total                     | Total                                            | 133 486 | 100   | –    | 52     | en stagnation |  |  |  |
| Abstention                | Abstention                                       | 168 772 | 55,84 |      |        |               |  |  |  |
| Inscrits / participation  | Inscrits / participation                         | 302 258 | 44,16 |      |        |               |  |  |  |

### Résultats par circonscription
Les résultats sont les suivants, :
Ambae : 3 députés
| Député sortant | Député sortant | Parti du sortant | Sortant se représente ? | Élu | Élu        | Parti de l'élu |
| -------------- | -------------- | ---------------- | ----------------------- | --- | ---------- | -------------- |
|                | James Bule     | PPUD             | oui                     |     | James Bule | PPUD           |
|                | Jay Ngwele     | PDR              | oui                     |     | Jay Ngwele | PDR            |
|                | John Qetu      | PNU              | oui                     |     | John Qetu  | PNU            |

Ambrym : 2 députés
| Député sortant | Député sortant  | Parti du sortant | Sortant se représente ? | Élu | Élu             | Parti de l'élu   |
| -------------- | --------------- | ---------------- | ----------------------- | --- | --------------- | ---------------- |
|                | John Salong     | Terre et justice | oui                     |     | John Salong     | Terre et justice |
|                | Bruno Leingkone | PNU              | oui                     |     | Bruno Leingkone | PNU              |

îles Banks : 1 député 
| Député sortant | Député sortant | Parti du sortant | Sortant se représente ? | Élu | Élu       | Parti de l'élu |
| -------------- | -------------- | ---------------- | ----------------------- | --- | --------- | -------------- |
|                | Danny Silas    | Terre et justice | oui                     |     | Jack Wona | PDN            |

îles Torrès : 1 député
| Député sortant | Député sortant     | Parti du sortant | Sortant se représente ? | Élu | Élu                | Parti de l'élu |
| -------------- | ------------------ | ---------------- | ----------------------- | --- | ------------------ | -------------- |
|                | Christopher Emelee | PDN              | oui                     |     | Christopher Emelee | PDN            |

Éfaté (hors Port-Vila) : 5 députés
| Député sortant | Député sortant     | Parti du sortant     | Sortant se représente ?                            | Élu | Élu                     | Parti de l'élu |
| -------------- | ------------------ | -------------------- | -------------------------------------------------- | --- | ----------------------- | -------------- |
|                | Jack Norris Kalmet | UPM                  | oui (mais avec l'étiquette du parti MRC)           |     | Jack Norris Kalmet      | MRC            |
|                | Bakoa Kaltongga    | Parti des dirigeants | oui (mais avec l'étiquette du VP)                  |     | Andrew Samuel Kalpoilep | UPM            |
|                | Gillion William    | Terre et justice     | oui                                                |     | Jean-Baptiste Tama      | Indépendant    |
|                | Hymak Anatole      | Vanuatu d'abord      | oui (mais à Malekula et avec l'étiquette de l'UPM) |     | Gloria Julia Kings      | UPM            |
|                | John Ruben         | VP                   | oui                                                |     | Luo Jesse               | UPM            |

Épi : 2 députés
| Député sortant | Député sortant | Parti du sortant | Sortant se représente ?                          | Élu | Élu           | Parti de l'élu    |
| -------------- | -------------- | ---------------- | ------------------------------------------------ | --- | ------------- | ----------------- |
|                | John Roy Niel  | PDP              | oui                                              |     | John Roy Niel | PDP               |
|                | Seoule Simeon  | MRC              | oui (mais avec l'étiquette du Mouvement laverwo) |     | Seoule Simeon | Mouvement laverwo |

Luganville : 2 députés
| Député sortant | Député sortant | Parti du sortant     | Sortant se représente ? | Élu | Élu            | Parti de l'élu       |
| -------------- | -------------- | -------------------- | ----------------------- | --- | -------------- | -------------------- |
|                | Matai Seremiah | Parti des dirigeants | oui                     |     | Matai Seremiah | Parti des dirigeants |
|                | Marc Ati       | groupe Iauko         | oui                     |     | Marc Ati       | groupe Iauko         |

Maewo : 1 député
| Député sortant | Député sortant | Parti du sortant | Sortant se représente ? | Élu | Élu        | Parti de l'élu |
| -------------- | -------------- | ---------------- | ----------------------- | --- | ---------- | -------------- |
|                | Ian Wilson     | MNC              | oui                     |     | Ian Wilson | MNC            |

Malekula : 7 députés
| Député sortant | Député sortant       | Parti du sortant     | Sortant se représente ?     | Élu | Élu                  | Parti de l'élu       |
| -------------- | -------------------- | -------------------- | --------------------------- | --- | -------------------- | -------------------- |
|                | Sanick Asang         | PNU                  | oui                         |     | Sanick Asang         | PNU                  |
|                | Esmon Saimon         | VP                   | oui                         |     | Esmon Saimon         | VP                   |
|                | John Sala            | Terre et justice     | non (mort en décembre 2021) |     | Sato Kilman          | PPP                  |
|                | Edmond Julun         | Terre et justice     | oui                         |     | Terry Alick          | Terre et justice     |
|                | François Batick      | MRC                  | oui                         |     | Hymak Anatole        | UPM                  |
|                | Marcelino Barthelemy | MRC                  | oui                         |     | Marcelino Barthelemy | MRC                  |
|                | Gracia Chadrack      | Parti des dirigeants | oui                         |     | Gracia Chadrack      | Parti des dirigeants |

Malo et Aore : 1 député
| Député sortant | Député sortant | Parti du sortant | Sortant se représente ? | Élu | Élu         | Parti de l'élu |
| -------------- | -------------- | ---------------- | ----------------------- | --- | ----------- | -------------- |
|                | Rasu Wesley    | VP               | oui                     |     | Rasu Wesley | VP             |

Paama : 1 député
| Député sortant | Député sortant | Parti du sortant     | Sortant se représente ? | Élu | Élu          | Parti de l'élu       |
| -------------- | -------------- | -------------------- | ----------------------- | --- | ------------ | -------------------- |
|                | Andy Job Sam   | Parti des dirigeants | oui                     |     | Andy Job Sam | Parti des dirigeants |

Pentecôte : 4 députés
| Député sortant | Député sortant  | Parti du sortant | Sortant se représente ?           | Élu | Élu            | Parti de l'élu |
| -------------- | --------------- | ---------------- | --------------------------------- | --- | -------------- | -------------- |
|                | Marc Muelsul    | PDR              | oui                               |     | Marc Muelsul   | PDR            |
|                | Charlot Salwai  | MRC              | oui                               |     | Charlot Salwai | MRC            |
|                | Sailas Bule     | PNU              | oui                               |     | Sailas Bule    | PNU            |
|                | Ephraim Boereve | Terre et Justice | oui (mais avec l'étiquette du VP) |     | Blaise Sumptoh | PDR            |

Port-Vila : 5 députés
| Député sortant | Député sortant      | Parti du sortant | Sortant se représente ? | Élu | Élu                 | Parti de l'élu   |
| -------------- | ------------------- | ---------------- | ----------------------- | --- | ------------------- | ---------------- |
|                | Ralph Regenvanu     | Terre et Justice | oui                     |     | Ralph Regenvanu     | Terre et Justice |
|                | Kenneth Natapei     | VP               | oui                     |     | Justin Ngwele       | PDR              |
|                | Ishmael Kalsakau    | UPM              | oui                     |     | Ishmael Kalsakau    | UPM              |
|                | Ulrich Sumptoh      | MRC              | oui                     |     | Ulrich Sumptoh      | MRC              |
|                | Anthony Harry Iauko | UPM              | oui                     |     | Anthony Harry Iauko | UPM              |

Santo : 7 députés
| Député sortant | Député sortant   | Parti du sortant                            | Sortant se représente ?           | Élu | Élu              | Parti de l'élu                       |
| -------------- | ---------------- | ------------------------------------------- | --------------------------------- | --- | ---------------- | ------------------------------------ |
|                | Samson Samsen    | Mouvement d'autonomie culturelle de Vanuatu | oui (mais avec l'étiquette du VP) |     | Samson Samsen    | VP                                   |
|                | Rick Mahe        | MRC                                         | oui                               |     | Rick Mahe        | MRC                                  |
|                | Stevens Nano     | Vemarana                                    | oui                               |     | Peter James Vari | Mouvement d'unité pour le changement |
|                | Gaetan Pikioune  | Mouvement libéral                           | oui                               |     | Gaetan Pikioune  | Mouvement libéral                    |
|                | Leonard Pikioune | Nagriamel                                   | oui                               |     | Leonard Pikioune | Nagriamel                            |
|                | Alfred Maoh      | Terre et Justice                            | oui                               |     | Camillo Ati      | groupe Iauko                         |
|                | Lulu Sakaes      | PPP                                         | oui                               |     | Lulu Sakaes      | PPP                                  |

Shepherds : 1 député
| Député sortant | Député sortant | Parti du sortant | Sortant se représente ? | Élu | Élu                   | Parti de l'élu |
| -------------- | -------------- | ---------------- | ----------------------- | --- | --------------------- | -------------- |
|                | Willie Pakoa   | Vert             | oui                     |     | John William Timakata | VP             |

îles du sud : 1 député
| Député sortant | Député sortant | Parti du sortant | Sortant se représente ? | Élu | Élu             | Parti de l'élu       |
| -------------- | -------------- | ---------------- | ----------------------- | --- | --------------- | -------------------- |
|                | Edward Molou   | VP               | non                     |     | Netvunei Tomker | Parti des dirigeants |

Tanna : 7 députés
| Député sortant | Député sortant        | Parti du sortant     | Sortant se représente ? | Élu | Élu                   | Parti de l'élu       |
| -------------- | --------------------- | -------------------- | ----------------------- | --- | --------------------- | -------------------- |
|                | Nakou Natuman         | UPM                  | oui                     |     | Nakou Natuman         | UPM                  |
|                | Johnny Koanapou       | VP                   | oui                     |     | Johnny Koanapou       | VP                   |
|                | Jotham Napat          | Parti des dirigeants | oui                     |     | Jotham Napat          | Parti des dirigeants |
|                | Xavier Harry Iauko    | groupe Iauko         | oui                     |     | Xavier Harry Iauko    | groupe Iauko         |
|                | Bob Loughman          | VP                   | oui                     |     | Bob Loughman          | VP                   |
|                | Andrew Solomon Napuat | Terre et Justice     | oui                     |     | Andrew Solomon Napuat | Terre et Justice     |
|                | Robin Kapapa          | UPM                  | oui                     |     | Simil Johnson Youse   | VP                   |

Tongoa : 1 député
| Député sortant | Député sortant | Parti du sortant | Sortant se représente ? | Élu | Élu       | Parti de l'élu         |
| -------------- | -------------- | ---------------- | ----------------------- | --- | --------- | ---------------------- |
|                | Kalo Willie    | UPM              | oui                     |     | John Amos | Mouvement namarakieana |

## Formation du gouvernement
Le 4 novembre, lors de la première session de la nouvelle assemblée, Seoule Simeon est réélu président du Parlement. Ishmael Kalsakau, le chef de l'Union des partis modérés, est ensuite élu Premier ministre par les députés, par cinquante voix pour, aucune contre et deux bulletins nuls. Ayant forgé une coalition majoritaire de huit partis, il est le seul candidat ; Bob Loughman, à la tête d'une alliance minoritaire, renonce à briguer un nouveau mandat et appelle à voter pour Kalsakau.

## Changements ultérieurs
Le 3 mai 2023, l'élection de Sanick Asang comme député de Malekula pour le Parti national unifié est cassée par la Cour suprême. L'élu était en effet inéligible, ayant été condamné en 2021 à deux ans de prison avec sursis, à cinquante heures de travail d’intérêt général et à deux ans d'inéligibilité pour violences conjugales,,. Le 5 septembre, Don Ken, le candidat du Parti progressiste populaire, remporte l'élection partielle qui en résulte,.
Bruno Leingkone, député d'Ambrym pour le Parti national unifié, perd son siège le 3 octobre 2023 car, étant malade, il a été absent à trois sessions consécutives du Parlement sans y avoir été autorisé par le président du Parlement. Buleban Basile, candidat de ce même parti, remporte l'élection partielle qui en résulte le 14 mars 2024.